# Cykling vid olympiska sommarspelen 1932
Cykling under olympiska sommarspelen 1932 i Los Angeles innehöll två discipliner: landsvägscykling och bancykling. Endast herrar tävlade. 

## Resultat
6 olika grenar arrangerades och avgjordes i landsvägscykling och bancykling.

### Medaljtabell
| Pl.    | Nation         | Guld | Silver | Brons | Totalt |
| ------ | -------------- | ---- | ------ | ----- | ------ |
| 1      | Italien        | 3    | 1      | 1     | 5      |
| 2      | Frankrike      | 1    | 2      | 1     | 4      |
| 3      | Nederländerna  | 1    | 1      | 0     | 2      |
| 4      | Australien     | 1    | 0      | 0     | 1      |
| 5      | Danmark        | 0    | 1      | 1     | 2      |
| 5      | Storbritannien | 0    | 1      | 1     | 2      |
| 7      | Sverige        | 0    | 0      | 2     | 2      |
| Totalt | Totalt         | 6    | 6      | 6     | 18     |

## Medaljörer

### Landsvägscykling
| Event                            | Guld                                                  | Silver                                          | Brons                                         |
| Herrarnas tempolopp Detaljer...  | Attilio Pavesi Italien                                | Guglielmo Segato Italien                        | Bernhard Britz Sverige                        |
| Herrarnas lagtävling Detaljer... | Italien Giuseppe Olmo Attilio Pavesi Guglielmo Segato | Danmark Henry Hansen Leo Nielsen Frode Sørensen | Sverige Arne Berg Bernhard Britz Sven Höglund |

### Bancykling
| Event                                | Guld                                                               | Silver                                                                   | Brons                                                                        |
| Herrarnas lagförföljelse Detaljer... | Italien Paolo Pedretti Nino Borsari Marco Cimatti Alberto Ghilardi | Frankrike Henri Mouillefarine Paul Chocque Amédée Fournier René Legrèves | Storbritannien Frank Southall William Harvell Charles Holland Ernest Johnson |
| Herrarnas sprint Detaljer...         | Jacobus van Egmond Nederländerna                                   | Louis Chaillot Frankrike                                                 | Bruno Pellizzari Italien                                                     |
| Herrarnas tandem Detaljer...         | Frankrike Louis Chaillot Maurice Perrin                            | Storbritannien Ernest Chambers Stanley Chambers                          | Danmark Harald Christensen Willy Gervin                                      |
| Herrarnas tempolopp Detaljer...      | Dunc Gray Australien                                               | Jacobus van Egmond Nederländerna                                         | Charles Rampelberg Frankrike                                                 |